# جواو موريرا (لاعب كرة قدم مواليد 2004)
جواو موريرا هو لاعب كرة قدم برتغالي، ولد في 21 مايو 2004 في ساو باولو في البرازيل.

## وصلات خارجية
- جواو موريرا (لاعب كرة قدم مواليد 2004) على موقع قاعدة بيانات كرة القدم.إي يو (الإنجليزية)
- جواو موريرا (لاعب كرة قدم مواليد 2004) على موقع Soccerway.com (الإنجليزية)
- جواو موريرا (لاعب كرة قدم مواليد 2004) على موقع عالم كرة القدم.نت (الإنجليزية)